# Consonant emfàtica
Una consonant emfàtica és un tipus de consonants pròpia de les llengües semítiques. Dotades d'una articulació particular anomenada "èmfasi", aquesta èmfasi es pot manifestar per velarització o faringealització, com en àrab, o per glotalització (realitzant una consonant ejectiva) com a l'amhàric. En hebreu i arameu moderns que històricament han tingut aquestes propietats, l'èmfasi ja ha desaparegut de la pronunciació.
Les consonants emfàtiques tenen propietats específiques:
- influeixen sobre el segell de les vocals properes (en àrab particularment, de diverses maneres segons els dialectes)
- en hebreu i en arameu, les consonants emfàtiques no estan sotmeses a la fricatització que afecta les consonants oclusives.

Els cinc fonemes "emfàtics" reconstruïts del protosemític són:
| Descripció del fonema protosemític | AFI     | Trans. | Hebreu | Arameu | Àrab |
| ---------------------------------- | ------- | ------ | ------ | ------ | ---- |
| Ejectiva alveolar                  | [tʼ]    | ṭ      | Tet    | Tet    | Ṭāʼ  |
| Fricativa ejectiva dental          | [θʼ]    | ṱ      | Sade   | Tet    | Ẓā   |
| Fricativa alveolar o africada      | [(t)sʼ] | ṣ      | Tsadi  | Ṣade   | Ṣad  |
| Fricativa Lateral o africada       | [(t)ɬʼ] | ṣ́      | Tsade  | Ayin   | Ḍād  |
| Ejectiva velar                     | [kʼ]    | ḳ      | Qof    | Qof    | Qāf  |

Generalment les consonants emfàtiques es transcriuen amb un punt subscrit sota la consonant emfàtica, per exemple en àrab: 
- ﺪ dal (no emfàtic)
- ﺾ ḍad (emfàtic - o tafkhim تفخيم).

Trobem consonants similars en altres llengües afroasiàtiques, per exemple en amazic.